# SurveyMonkey
SurveyMonkey  é uma companhia baseada em nuvem ("software como serviço") de desenvolvimento de pesquisas online fundada em 1999 por Ryan Finley. SurveyMonkey provê pesquisas personalizáveis gratuitas, bem como uma suíte de programas back-end que inclui análise de dados, seleção de amostras, eliminação de vieses, e ferramentas de representação de dados.
Além de oferecer planos gratuitos e pagos para usuários individuais, SurveyMonkey também oferece opções para empresas mais do tipo de larga-escala, para companhias interessadas em análise de dados, gerência de marca, e marketing focado nos consumidores. Desde o lançamento de seus serviços focados em empresas e negócios, em 2013, SurveyMonkey cresceu dramaticamente, abrindo nova sede no centro de Palo Alto.
Em 2015, SurveyMonkey possui 25 milhões de usuários, e recebe 90 milhões de respostas a questionários por mês. A companhia foi nomeada para a Forbes Unicorn List em tal ano.